# Artemisia Gentileschi

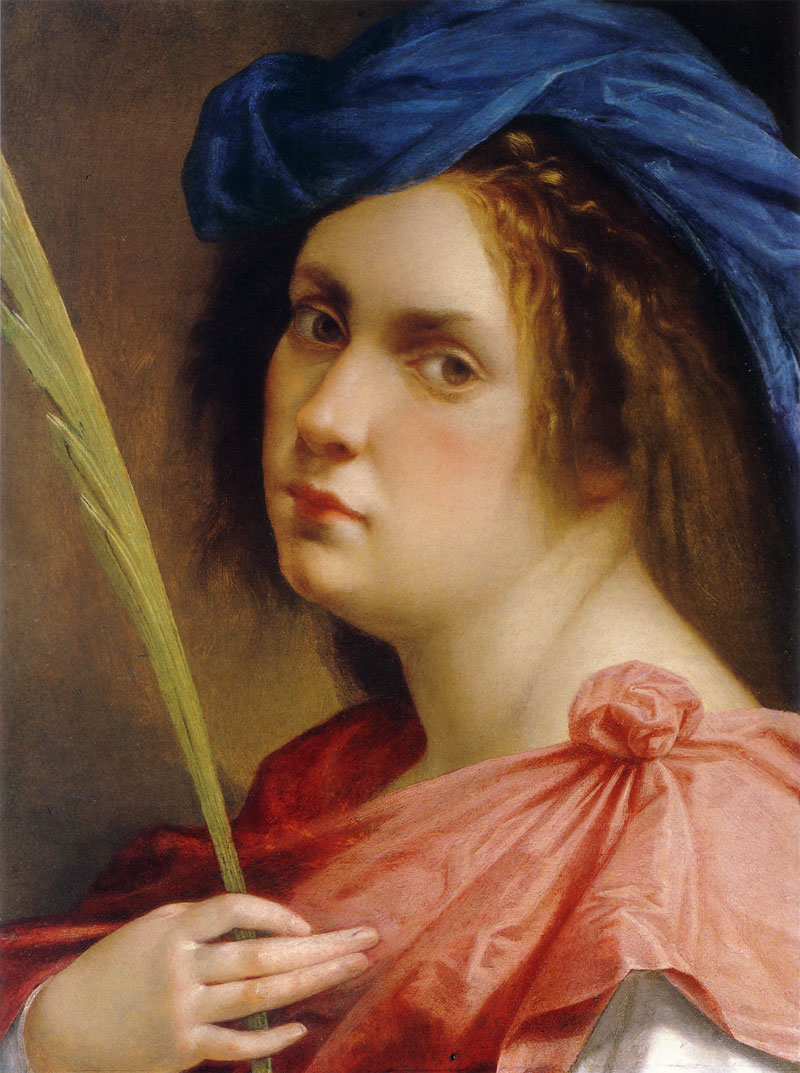
Selbstporträt als Märtyrerin (um 1615)

Artemisia Gentileschi [ʤentiˈleski] (eigentlich: Artemisia Lomi; * 8. Juli 1593 in Rom; † nach 31. Januar 1654 in Neapel) war eine italienische Malerin des Barock. Sie gilt als bedeutendste Malerin ihrer Epoche.

## Leben
Artemisia war die Tochter und das erste Kind des damals in Rom lebenden Malers Orazio Gentileschi und der Prudenzia Montone; sie hatte fünf Brüder, von denen zwei im Kindesalter starben. Durch den Tod ihrer Mutter wurde sie 1605 zur Halbwaise. Artemisia stand oft Modell für ihren Vater, der auch frühzeitig ihr Talent erkannte und sie in der Malerei unterrichtete. Bereits ab etwa 1609, also mit 15 oder 16 Jahren, soll sie auf professionellem Niveau gemalt haben. Davon zeugt das 1610 datierte und signierte Bild Susanna und die Alten in Schloss Pommersfelden, dessen alleinige Autorenschaft Artemisias allerdings wegen der malerischen Feinheit und Reife in der Vergangenheit von vielen Autoren angezweifelt wurde.
Etwa zur selben Zeit arbeitete ihr Vater mit Agostino Tassi zusammen, der häufig zu Gast im Hause Gentileschi war, und offenbar auch Artemisia in der Kunst der Perspektive unterrichtete. In der Folge kam es zu tragischen Ereignissen, die das Leben der jungen Frau und ihren Ruf in der Nachwelt für immer prägten: Im März 1611 vergewaltigte Tassi Artemisia. Dies war nicht nur ein persönliches Trauma, sondern kam einer gesellschaftlichen Katastrophe gleich, denn Jungfräulichkeit und Reinheit waren in der damaligen Zeit das höchste Gut eines jungen Mädchens, und auch ihre Chancen auf dem Heiratsmarkt und die Ehre ihrer ganzen Familie hingen davon ab. Tassi erpresste daher Artemisias Schweigen mit einem Heiratsversprechen, das er gar nicht einlösen konnte, da er verheiratet war. Daraufhin strengte Orazio im Mai 1612 einen Prozess gegen Tassi an, in dessen Verlauf Artemisia zur Überprüfung ihrer Aussage mit Daumenschrauben gefoltert und zudem einer entwürdigenden gynäkologischen Untersuchung unterzogen wurde. Letztlich wurde Tassi am 27. November 1612 verurteilt, durfte aber wählen zwischen fünf Jahren als Sträfling auf einer Galeere oder Verbannung aus Rom. Tassi zog letzteres vor. Eine im Jahr 2023 publizierte neue Biografie von Susanne Partsch stellt die „Interpretation des Werks der Malerin als Aufarbeitung eines Vergewaltigungstraumas“ in Frage.
Um Artemisias beschädigten Ruf zu retten und der böswilligen Nachrede in Rom zu entgehen, heiratete sie bereits am 29. November 1612 den Florentiner Maler Pietro Antonio Stiattesi, einen Bruder des Notars, der den Gentileschis im Prozess beistand, und zog mit ihm Anfang des Jahres 1613 nach Florenz. Das Paar hatte vier gemeinsame Kinder: den noch im selben Jahr am 20. September geborenen Giovanni Battista, Cristofano (* 8. November 1615) und Prudenzia (auch Palmira genannt; * 1. August 1617) sowie die früh verstorbene Lisabella (13. Oktober 1618 – 9. Juni 1619).
Darüber hinaus nahm Artemisia nun quasi als Künstlernamen den Nachnamen ihres Onkels Aurelio Lomi – und eigentlichen Namen ihres Vaters – an und nannte sich „Artemisia Lomi“. In den Jahren um 1620 führte sie eine außereheliche Beziehung zu ihrem Mäzen, dem Florentiner Bankier Francesco Maria Maringhi, offenbar mit dem Wissen ihres Ehemanns.

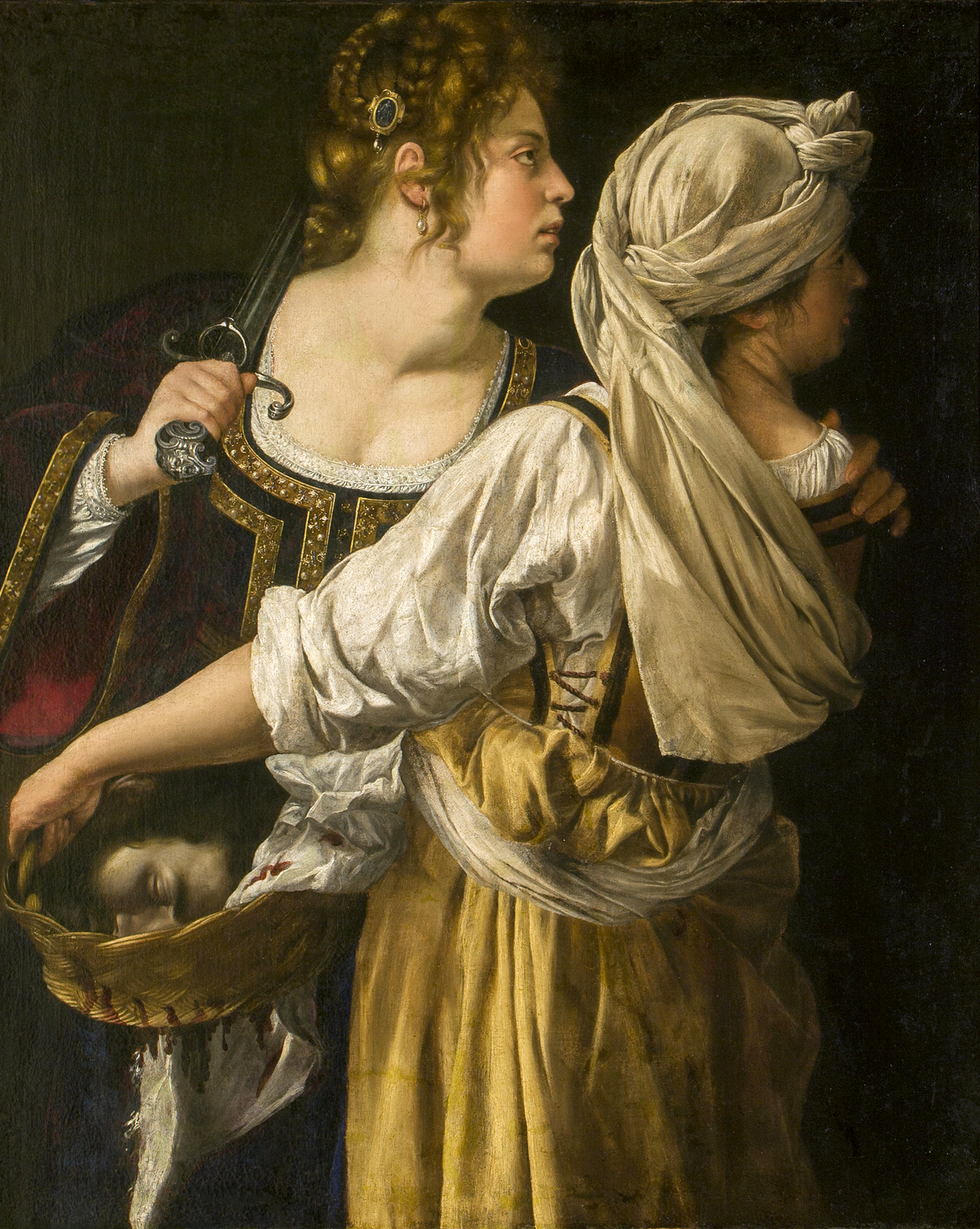
Judith und ihre Magd (ca. 1613–14); 114, 0 x 93,5 cm, Öl auf Leinwand; Palazzo Pitti, Florenz

Auf künstlerischer Ebene wurde ihr in Florenz schon bald die Anerkennung der Kenner und Kollegen zuteil. Dabei konnte sie nun unabhängig von ihrem Vater ihren eigenen persönlichen Stil entwickeln. Eines der ersten Beispiele dafür ist das 1612–13 entstandene, berühmte Gemälde Judith enthauptet Holofernes (Museo di Capodimonte, Neapel), das oft als persönliche Auseinandersetzung oder Abrechnung der Künstlerin mit ihrem traumatischen „Schlüsselerlebnis“ gedeutet wurde. Von dem Bild malte sie um 1620 eine nur wenig, vor allem im Kolorit, veränderte zweite Fassung, die sich in den Uffizien befindet und die früher für das „Original“ gehalten wurde. Dieses Motiv hatten vor ihr unter anderem auch Tintoretto, Caravaggio und Adam Elsheimer gemalt, und es war im Frühbarock ohnehin sehr beliebt. Ihre Version interpretiert Judith als kaltblütige Mörderin und fällt durch die schockierend naturalistische Darstellung auf. Gentileschi setzte sich mit der biblischen Geschichte mehrfach auseinander: Um 1613–14 entstand auch die im Vergleich etwas harmlosere und malerisch elegante Judith und ihre Magd (mit dem Haupt des Holofernes) (Palazzo Pitti; siehe Abb.), die in der Komposition eindeutig auf ein Bild ihres Vaters zurückgeht.
1615 erhielt sie ihren ersten größeren Auftrag von Michelangelo Buonarroti dem Jüngeren, einem Großneffen von Michelangelo: die sogenannte Allegorie der Neigung („allegoria dell’inclinazione“) in der Casa Buonarroti.

Artemisia wurde 1616 die Ehre zuteil, als erste Frau an der florentinischen Accademia dell’Arte del Disegno aufgenommen zu werden.

Sie pflegte freundschaftliche Beziehungen zu Malern, Dichtern und anderen illustren Persönlichkeiten, wie Cristofano Allori und Galileo Galilei, wurde sehr bekannt und fertigte etliche Werke für die Medici an, wobei sie besonders vom Großherzog der Toskana, Cosimo II., gefördert wurde.
Zu den signierten Werken Artemisias aus ihrer Florentiner Zeit gehören eine Magdalena im Palazzo Pitti (Galleria Palatina) und das 1620 datierte Bild Jaël und Sisara in Budapest (Szépművészeti Múzeum).

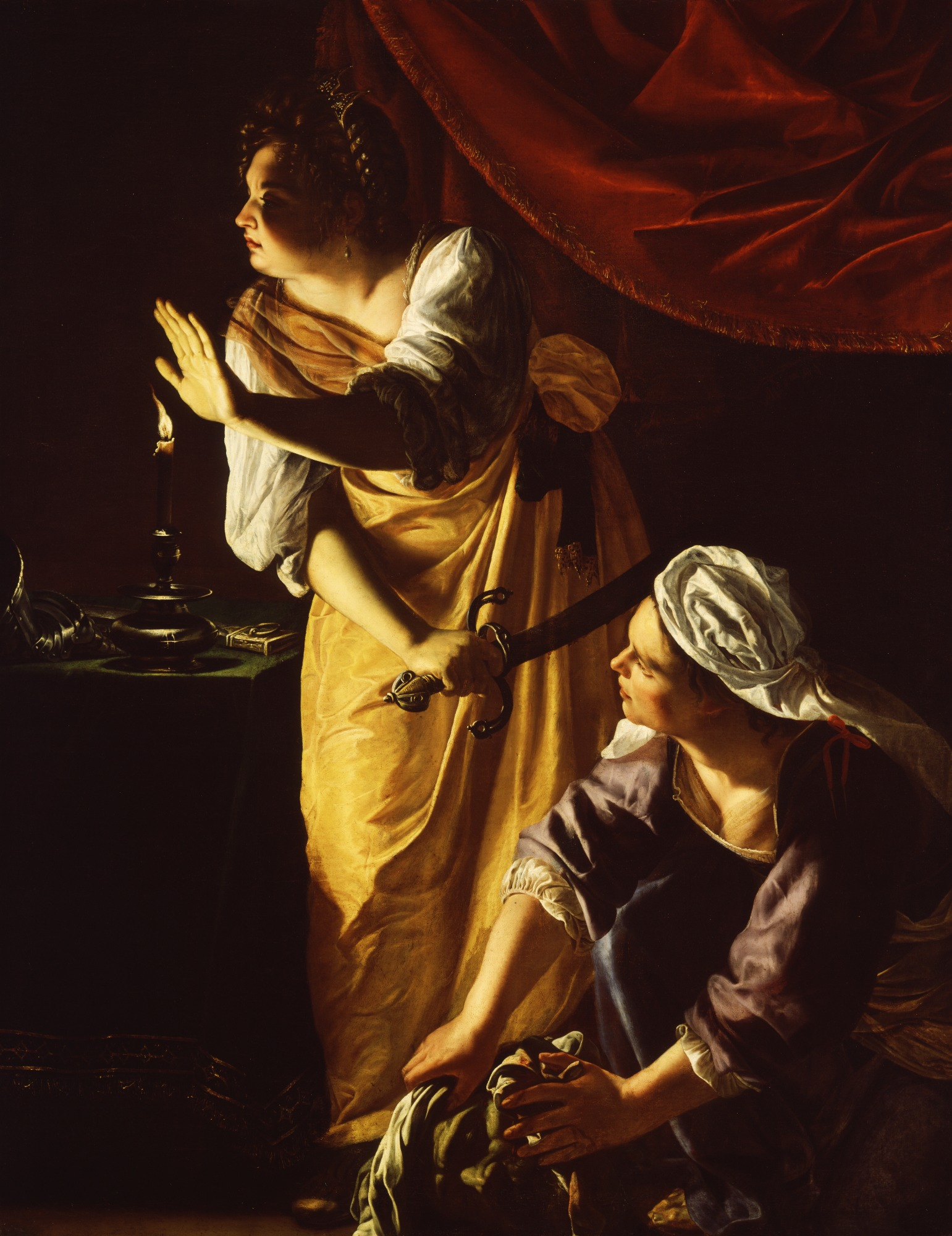
Judith und ihre Magd mit dem Haupt des Holofernes (1625); 183,9 x 141,6 cm, Öl auf Leinwand; Detroit Institute of Arts

1621 kehrte sie als anerkannte Künstlerin nach Rom zurück, gemeinsam mit ihrem Mann und ihrer Tochter; die Ehe zerbrach aber bald. In Rom zählten zu ihren Mäzenen unter anderem Kardinal Francesco Barberini, der Neffe von Papst Urban VIII., und der Commendatore Cassiano dal Pozzo. Sie kam nun in Berührung mit dem gemäßigten und eleganten Tenebrismus von Simon Vouet und anderen nordischen Meistern wie Gerrit van Honthorst oder Hendrick ter Brugghen. Dies spiegelt sich besonders in dem meisterhaften Gemälde Judith und ihre Magd mit dem Haupt des Holofernes (1625; Institute of Arts, Detroit) mit seinem raffinierten Spiel von Licht und Schatten (siehe Abb.).
Zu einem nicht genau bekannten Zeitpunkt in den 1620er Jahren war Artemisia vermutlich in Genua – wahrscheinlich zeitgleich mit ihrem Vater Orazio, irgendwann zwischen 1621 und 1624 – und ganz sicher in Venedig. Es ist bekannt, dass sie in Venedig über Vermittlung des spanischen Grafen di Oñate, Iñigo-Vélez de Guevara, ein Bild Herkules und Omphale für König Philipp IV. malte, das heute verloren ist.
Im Auftrag ihres bereits erwähnten Mäzens Cassiano del Pozzo, der „kuriose“ Porträts sammelte, malte Artemisia das berühmte Selbstporträt als Allegorie der Malerei (1630), das sich heute in Kensington Palace befindet; manche Autoren äußern allerdings die Vermutung, dass dieses Bild erst während ihrer Zeit in England entstanden sei, also um 1638.
Ab 1630 war Artemisia dann in Neapel, das damals eine der wichtigsten Städte Europas und dreimal so groß wie Rom war und außerdem ein blühendes Kunstleben und eine eigene Malerschule besaß. Ganz ungewöhnlich für Artemisias bisheriges Schaffen ist die Verkündigung Mariä, die sie noch im selben Jahr vollendete und die möglicherweise für die Kirche San Giorgio dei Genovesi bestimmt war (heute im Museo di Capodimonte). In dieser Komposition folgte sie bereits dem in Neapel modernen, besonders eleganten Tenebrismus; anders als in ihren früheren Bildern, wo sie sich meistens in den weiblichen Hauptfiguren selbst porträtierte, verlieh die mittlerweile 37-Jährige diesmal dem Engel ihre Gesichtszüge, während die Madonna ein junges Mädchen von südeuropäischer Schönheit ist.

In Neapel versuchte sie Kontakt zu ihren bisherigen Kunden zu halten und bekam auch Aufträge von ausländischen Herrschern, insbesondere wieder von Philipp IV. von Spanien, für den sie um 1633 eine Geburt Johannes des Täufers malte, die zu einem größeren Zyklus für den Buen Retiro-Palast gehörte; die anderen Bilder wurden von Massimo Stanzione und Paolo Finoglia beigesteuert.

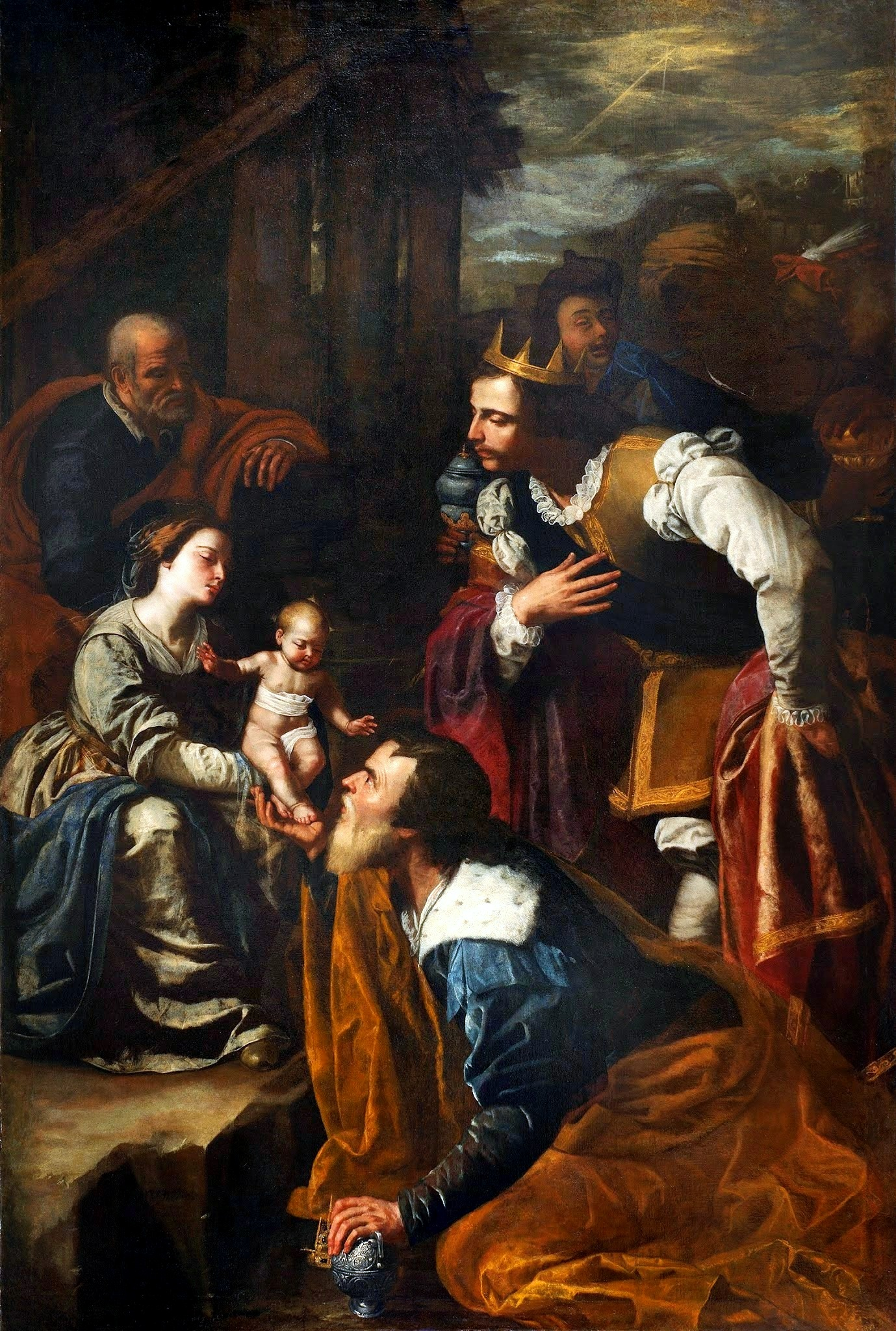
Anbetung der Könige (ca. 1636); 311 x 206 cm, Öl auf Leinwand; Kathedrale von Pozzuoli

Besonders außergewöhnlich – für eine weibliche Künstlerin – war der Auftrag für drei Altarbilder, die sie um 1635 bis 1637 für die Kathedrale von Pozzuoli malte, mit einer Darstellung der Hl. Procolo und Nicea, dem Martyrium des hl. Gennaro und einer Anbetung der Könige (heute im Capodimonte bzw. im Museum der Certosa di San Martino).
Zu den signierten Werken dieser Phase gehören außerdem die 1632 datierte Klio (Muse der Geschichte) sowie das typisch neapolitanisch wirkende Gemälde Corisca und der Satyr (beide in Privatsammlungen).
Trotz ihrer neapolitanischen Erfolge und der großen Anerkennung, die ihr von ihren lokalen Malerkollegen entgegengebracht wurde, gefiel es ihr in Neapel nur „mäßig“, und sie versuchte über ihre brieflichen Kontakte, irgendwie von dort wegzukommen. Dies schien nicht zu gelingen, doch erhielt sie 1635 eine Einladung nach London an den Hof König Karls I., an dem ihr Vater inzwischen als Hofmaler tätig war. Sie folgte dieser Einladung aber erst 1637 oder 1638 und unterstützte wahrscheinlich den schon kranken Orazio bei der Gestaltung des Deckengemäldes im Queen’s House in Greenwich mit einer Allegorie des Friedens und der Künste unter der englischen Krone. Im Februar 1639 starb ihr Vater in London.
Artemisia kehrte erst um 1640–41 wieder nach Neapel zurück und wurde besonders von dem Kunstsammler und Mäzen Don Antonio Ruffo aus Messina gefördert. Ihre letzten Lebensjahre waren gekennzeichnet von gesundheitlichen und finanziellen Schwierigkeiten. Briefe aus der Zeit von 1648 bis 1650 an Don Ruffo belegen ihre Belastungen, aber auch ihr starkes Selbstbewusstsein als Künstlerin.

Signierte Werke aus ihrer Spätphase sind eine mit 1649 datierte Susanna und die Alten in Brünn (Galleria morava) und eine Madonna mit Kind auf Kupfer im Escorial (Casita del príncipe).
Im Jahr 2023 wurde in der U.K.’s Royal Collection eine weitere Arbeit zu Susanna und die Alten aus der Zeit 1638–1639 wiederentdeckt.
Manche Autoren vermuten, dass Artemisia in den letzten Jahren möglicherweise mit Bernardo Cavallino zusammenarbeitete. Als bekanntestes Beispiel dafür gilt der Triumph der Galatea in Washington (National Gallery of Art).

Laut Bernardo De Dominici war Onofrio Palumbo in Neapel ein Schüler Artemisias. Durch mittlerweile aufgefundene Dokumente ist zumindest erwiesen, dass sie und Palumbo 1653 und 1654 an einigen Bildern zusammenarbeiteten und dass es kurz darauf zwischen den beiden zu einem Rechtsstreit kam.
Das genaue Todesdatum von Artemisia Gentileschi ist nicht bekannt, und man findet dazu ganz verschiedene Angaben in den Quellen.

## Werk

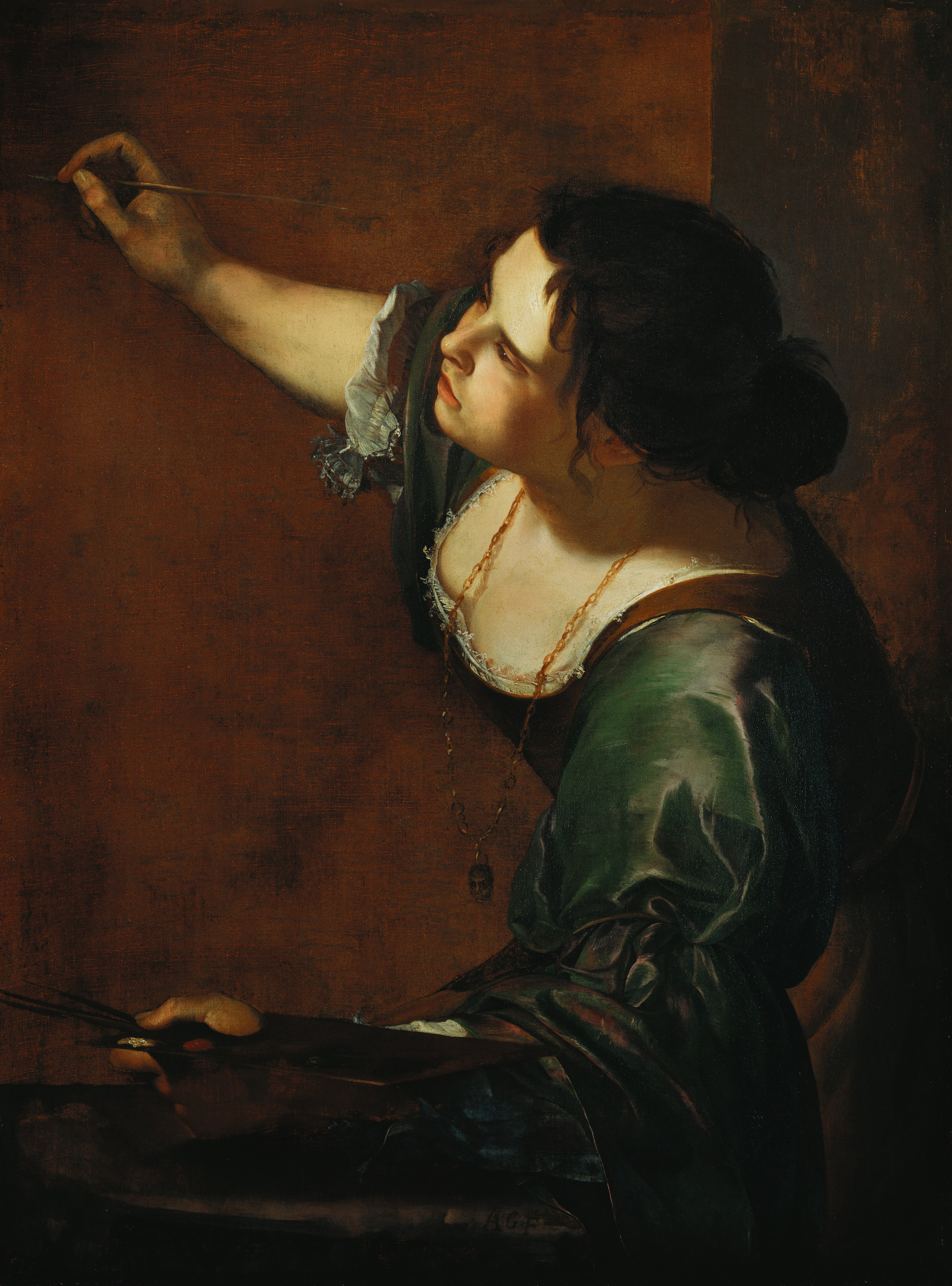
Selbstporträt als Allegorie der Malerei, 1630, Kensington Palace, London

Artemisia Gentileschi wurde vor allem in ihren frühen Arbeiten stark von ihrem Vater geprägt, der gleichzeitig ihr Lehrer war, und übernahm dessen Vorliebe für die Genauigkeit in Details sowie das barocke Pathos. Wie ihr Vater war sie von Adam Elsheimer und Caravaggio stark beeinflusst, die beide persönlich mit den Gentileschi bekannt waren. So können Orazio und Artemisia Gentileschi als wichtige Vertreter des Caravaggismus gelten, der durch seine lebensnahe Darstellungsweise und dramatischen Lichteffekte beeindruckte.
Obwohl sie als Mädchen grundsätzlich nur eingeschränkte Möglichkeiten der Ausbildung hatte, kam sie in Rom auch mit anderen prägenden Einflüssen in Berührung, insbesondere mit der Malerei des jungen Rubens, der sich während ihrer Jugend in Rom aufhielt und dort öffentliche Werke hinterließ (v. a. in der Chiesa Nuova).
Als sie 1612 verheiratet wurde und nach Florenz zog, entwickelte sie ihren Malstil weiter und löste sich von dem ihres Vaters. Ihre Bilder wurden dabei noch lebendiger und emotionaler. Auch entwickelte sie den Caravaggismus weiter, indem sie die Farben noch leuchtender und aufgehellter erstrahlen ließ. Ihre charakteristischen Farbgebungen sind Braun-Ocker-Töne, leuchtendes Rot und Gelb sowie kräftiges Blau. Typisch für sie ist auch ein genau gemalter Faltenwurf sowie eine hohe Stofflichkeit der Kleider.
Allerdings war sie in der Lage, ihren Stil dem sich wandelnden Zeitgeschmack und den jeweiligen Kunstlandschaften, in denen sie tätig war, anzupassen. So übernahm Artemisia beispielsweise in Florenz einige Merkmale der dortigen Kunst (u. a. von Cigoli), ließ sich in den 1620er Jahren von den in Rom lebenden nordeuropäischen Caravaggisten (Vouet, Honthort u. a.) inspirieren, und pflegte ab 1630 in Neapel einen neapolitanisch geprägten Malstil, inspiriert u. a. von Massimo Stanzione, aber auch von Van Dyck, mit dessen Malerei sie wahrscheinlich bereits ab 1620 und später in England in Berührung kam. Zugleich wandelte sich in ihrem Spätwerk auch ihre Auffassung von Weiblichkeit und näherte sich der Bologneser Schule an, die eine idealisierte Überhöhung des Menschen pflegte und deren Hauptvertreter Domenichino und Lanfranco nicht nur in Rom, sondern auch in Neapel durch ihre Werke großen Einfluss ausübten. Artemisias Figuren wurden zartgliedriger, die Frauengestalten verloren an Aktivität und Kraft, gewannen aber dafür an Eleganz.
In vielen ihrer Bilder vor 1630 tauchen ihre eigenen Gesichtszüge und Körperformen auf, wie beispielsweise in dem Selbstporträt als Allegorie der Malerei. Es ist jedoch bekannt, dass sie gerade in späterer Zeit Aktmodelle für ihre Kompositionen studierte.
Ungewöhnlich ist, dass Artemisia in einem damals ganz besonders von Männern dominierten Berufsfeld tätig war und eine eigene Werkstatt mit auch männlichen Angestellten führte. Sie beschränkte sich darüber hinaus auch nicht wie die wenigen anderen namentlich bekannten Malerinnen ihrer Zeit auf damals für Frauen typische Genres – wie Porträtmalerei, Blumen- und Früchtestillleben, Miniaturmalerei, Landschaftsmalerei –, sondern erwählte sich das zu jener Zeit als edelste Bildgattung der Malerei angesehene und gewöhnlich männlichen Malern vorbehaltene Historienbild sowie mythologische und biblische Themen, die sie in großen Formaten umsetzte. Protagonisten ihrer Bilder sind häufig weibliche Heldinnen, beispielsweise Judith, Lukrezia, Susanna, Kleopatra, Bathseba oder Maria Magdalena, die sie als Frauen von ungewöhnlicher Ausstrahlung zeigt in Kompositionen voller Dramatik. Viele ihrer Frauengestalten – vor allem wenn sie sich selbst dabei porträtierte – wirken mutig, entschlossen und tatkräftig.

## Rezeption
Obwohl sie zu Lebzeiten sehr berühmt war, geriet sie nach ihrem Tod in Vergessenheit. Erwähnung fand sie in einem Artikel in der Wiener Hausfrauen-Zeitung vom 16. November 1902:

„Noch zwei Malerinnen sind zu erwähnen, welche dem Vaterlande Ehre machten. Die eine war Marietta Robusti, die Tochter des Tintoretto […] In dem Jahre, in dem sie starb, wurde Artemisia Gentileschi geboren. Sie entwickelte sich unter der Leitung Guidi Renis und erntete während ihres Lebens großen Ruhm, besonders wegen ihrer vortrefflichen Porträts. Sie lebte in Neapel, dann in England, wo sie auch starb und wertvolle Werke hinterließ. Doch befinden sich auch im Palast Pitti und im Museum von Neapel Gemälde von ihr. In diesem Museum ist – bezeichnend genug – ein Zimmer mit vier classischen Gemälden von vier verschiedenen Malerinnen: von Artemisia Gentileschi, Elisabetta Sirani, Sofonisba Anguissola und Lavinia Fontana, geschmückt.“

1916 veröffentlichte dann der Kunsthistoriker Roberto Longhi eine Abhandlung über Vater und Tochter Gentileschi, die zu ihrer Wiederentdeckung beitrug. In den 1960er Jahren wurde man – im Zuge feministischer Bewegungen – schließlich vermehrt auf sie aufmerksam.
Die feministische Künstlerin Judy Chicago widmete ihr in ihrer Arbeit The Dinner Party eines der 39 Gedecke am Tisch.

## Werkverzeichnis (Auswahl)
Die Gemälde von Artemisia Gentileschi wurden von Raymond Ward Bissell im Jahr 1999 unter dem Titel Artemisia Gentileschi and the Authority of Art: Critical Reading and Catalogue Raisonné katalogisiert. Die etwa 50 Kunstwerke werden seither mit Werkverzeichnisnummern [WB …] versehen. Seinerzeit als nicht mehr existent geltende Gemälde sind mit dem Vorsatz „L-“ gekennzeichnet. Nicht eindeutig von Artemisia geschaffene Gemälde sind mit dem Vorsatz „X-“ gekennzeichnet.
| WB      | Bild | Titel                                                                            | Jahr                                | Größe / Material                               | Ausstellung / Sammlung / Besitzer                                  | Anmerkungen |
| ------- | ---- | -------------------------------------------------------------------------------- | ----------------------------------- | ---------------------------------------------- | ------------------------------------------------------------------ | --- |
| 1       |      | Madonna mit Kind                                                                 | 1609–1610                           | 118×86 cm, Öl auf Leinwand                     | Florenz, Palazzo Pitti, Galleria Palatina                          | |
| 2       |      | Susanna und die Ältesten                                                         | 1610                                | 170×121 cm, Öl auf Leinwand                    | Pommersfelden, Schloss Weißenstein, Schönbornsche Kunstsammlung    | |
| 3       |      | Lucretia                                                                         | um 1611                             | 54×51 cm, Öl auf Leinwand                      | Genua, Palazzo Cattaneo-Adorno                                     | |
| 4       |      | Judith enthauptet Holofernes                                                     | um 1612                             | 162×126 cm, Öl auf Leinwand                    | Neapel, Museo di Capodimonte                                       | |
| 5       |      | Judith mit ihrer Magd                                                            | 1612–1614                           | 114×93,5 cm, Öl auf Leinwand                   | Florenz, Palazzo Pitti, Galleria Palatina                          | |
| 6       |      | Die heilige Katharina von Alexandria                                             | um 1614–1615                        | 77×63 cm, Öl auf Leinwand                      | Florenz, Uffizien                                                  | |
| X-6     |      | Kleopatra                                                                        | um 1611–1612                        | 118×181 cm, Öl auf Leinwand                    | Mailand, Sammlung Amedeo Morandotti                                | eventuell von bzw. mit Orazio Gentileschi gemalt                                                                                  |
| 7       |      | (Selbstbildnis als) Märtyrerin                                                   | um 1615                             | 32×24,5 cm, Öl auf Holz                        | New York, Newhouse Galleries                                       | |
| X-7     |      | Danaë                                                                            | um 1611–1612                        | 41,3×52,7 cm, Öl auf Kupfer                    | St. Louis, The Saint Louis Art Museum                              | eventuell von Orazio Gentileschi gemalt                                                                                           |
| 8       |      | Das natürliche Talent                                                            | um 1615–1616                        | 152×61 cm, Öl auf Leinwand                     | Florenz, Casa Buonarroti                                           | |
| 9       |      | Die reuige Magdalena                                                             | um 1615–1616                        | 65,7×50,8 cm, Öl auf Leinwand                  | Los Angeles, Marc A. Seidner Collection                            | |
| 10      |      | Bekehrung der Magdalena (Reuige Magdalena)                                       | um 1617–1620                        | 146,5×108 cm, Öl auf Leinwand                  | Florenz, Palazzo Pitti, Galleria Palatina                          | |
| 11      |      | Jaël und Sisera                                                                  | 1620                                | 86×125 cm, Öl auf Leinwand                     | Budapest, Szépművészeti Múzeum                                     | |
| 12      |      | Judith und Holofernes                                                            | 1614–1620                           | 199×162,5 cm, Öl auf Leinwand                  | Florenz, Uffizien                                                  | |
| 13      |      | Bildnis eines Gonfaloniere                                                       | 1622                                | 208×128 cm, Öl auf Leinwand                    | Bologna, Palazzo d’Accursio, Collezioni Comunali d’Arte            | |
| 14      |      | Judith mit ihrer Magd                                                            | um 1623–1625                        | 184×141,6 cm, Öl auf Leinwand                  | Detroit, Institute of Arts                                         | |
| L-14    |      | Christus segnet die Kinder                                                       | um 1624–1625                        | 134,6×97,7 cm, Öl auf Leinwand                 | Rom, Santi Ambrogio e Carlo                                        | galt als verloren, zuvor in Sammlung des Metropolitan Museum of Art und dort Pacecco De Rosa als möglichem Schöpfer zugeschrieben |
| 15      |      | Aurora                                                                           | um 1625–1627                        | 218×146 cm, Öl auf Leinwand                    | Rom, Privatbesitz                                                  | |
| 16      |      | Die reuige Magdalena                                                             | um 1621–1622                        | 122×96 cm, Öl auf Leinwand                     | Sevilla, Kathedrale                                                | |
| 17      |      | Die reuige Magdalena                                                             | um 1621–1622                        | 136,5×100 cm, Öl auf Leinwand                  | Mexiko-Stadt, Museo Soumaya                                        | |
| L-17    |      | Amor und Psyche                                                                  | um 1624                             |                                                |                                                                    | verschollen |
| X-17    |      | Lucretia                                                                         | 1642–1643                           | 206×182 cm, Öl auf Leinwand                    | Neapel, Palazzo Reale                                              | |
| 18      |      | Venus und Cupido (Schlafende Venus)                                              | um 1625–1627                        | 94×144 cm, Öl auf Leinwand                     | Richmond, Virginia Museum of Fine Arts                             | |
| X-19    |      | Madonna mit Kind                                                                 | um 1610                             | 116,5×86,5 cm, Öl auf Leinwand                 | Rom, Palazzo Spada                                                 | |
| L-20    |      | David mit seiner Harfe                                                           |                                     |                                                |                                                                    | verloren |
| 21      |      | Die reuige Magdalena                                                             | um 1627–1629                        | 100×73 cm, Öl auf Leinwand                     | Sorrent, Museo Correale di Terranova                               | |
| 22      |      | Kleopatra                                                                        | um 1627–1629                        | 117×175,5 cm, Öl auf Leinwand                  | Rom, Privatbesitz                                                  | |
| L-22    |      | David mit dem Haupt des Goliath                                                  | 1631                                |                                                |                                                                    | verloren |
| 24      |      | Verkündigung an Maria                                                            | 1630                                | 257×179 cm, Öl auf Leinwand                    | Neapel, Museo di Capodimonte                                       | |
| X-25    |      | Die heilige Katharina von Alexandria                                             | um 1620                             | 97,8×74,9 cm, Öl auf Leinwand                  | El Paso, Texas, Museum of Art, The Kress Collection                | mit Orazio Gentileschi gemalt |
| 27      |      | Klio, Muse der Geschichte (Der Ruhm)                                             | 1632                                | 127,6×97,2 cm, Öl auf Leinwand                 | New York, Privatbesitz                                             | |
| L-27    |      | Diana im Bade mit Aktaion                                                        | um 1649–1650                        |                                                |                                                                    | verloren |
| 28      |      | Esther vor Ashaver                                                               | um 1630                             | 208,3×273,7 cm, Öl auf Leinwand                | New York, Metropolitan Museum of Art                               | |
| X-28    |      | Lautenspielerin / Heilige Cecilia                                                | um 1610–1612                        | 108×78,5 cm, Öl auf Leinwand                   | Rom, Palazzo Spada                                                 | |
| 30      |      | Corisca und der Satyr                                                            | um 1633–1635                        | 155×210 cm, Öl auf Leinwand                    | Neapel, Privatbesitz                                               | |
| 31      |      | Venus in Umarmung mit Cupido                                                     | um 1634                             | 121×160 cm, Öl auf Leinwand                    | Kreuzlingen, Sammlung Heinz Kisters                                | |
| 32      |      | Die Geburt Johannes des Täufers                                                  | 1635                                | 184×258 cm, Öl auf Leinwand                    | Madrid, Prado                                                      | |
| 33a     |      | Der heilige Proculus und seine Mutter Nicea                                      | um 1635                             | 300×180 cm, Öl auf Leinwand                    | Neapel, Museo Nazionale di San Martino                             | |
| 33b     |      | Der heilige Januarius mit seinen Gefährten im Amphitheater                       | um 1635                             | 308×200 cm, Öl auf Leinwand                    | Neapel, Museo Nazionale di San Martino                             | |
| 33c     |      | Anbetung der Könige                                                              | um 1635                             | 308×205 cm, Öl auf Leinwand                    | Neapel, Museo Nazionale di San Martino                             | |
| 35      |      | Samson und Delilah                                                               | um 1635 (Original), um 1640 (Kopie) | 90,5×109,5 cm, Öl auf Leinwand (Kopie)         | Neapel, Museo di Capodimonte, Sammlung der Banco di Napoli (Kopie) | |
| 36      |      | Minerva (Sapienza)                                                               | um 1615                             | 131×103 cm, Öl auf Leinwand                    | Florenz, Procura Generale della Repubblica                         | |
| 37      |      | Bathseba im Bade                                                                 | um 1636                             | 265×210 cm, Öl auf Leinwand                    | Columbus, Ohio, Museum of Art                                      | zusammen mit anderen Künstlern gemalt                                                                                             |
| 39      |      | Lot und seine Töchter                                                            | um 1636–1637                        | 230,5×183 cm, Öl auf Leinwand                  | Toledo, Ohio, Museum of Art                                        | |
| L-39    |      | Herkules                                                                         | 1620                                |                                                |                                                                    | verloren |
| 40      |      | Bathseba im Bade                                                                 | um 1637–1638                        | 204,5×155,5 cm, Öl auf Leinwand                | Halle, Privatbesitz                                                | |
| 41      |      | Allegorie des Friedens und der Künste unter der Herrschaft des englischen Königs | 1636–1639                           | 892×1070 cm, Öl auf Leinwand                   | London, Marlborough House                                          | Deckengemälde, zusammen mit Orazio Gentileschi gemalt                                                                             |
| 42      |      | Allegorie der Malerei Selbstbildnis als La Pittura                               | um 1638–1639                        | 96,5×73,7 cm, Öl auf Leinwand                  | London, Kensington Palace, Royal Collection                        | |
| X-42    |      | Susanna und die Ältesten                                                         | 1622                                | 161,5×123 cm, Öl auf Leinwand                  | Stamford, England, The Burghley House Collection                   | eventuell nicht von Artemisia gemalt                                                                                              |
| 45      |      | Bathseba im Bade                                                                 | um 1640                             | 225×226 cm, Öl auf Leinwand                    | Wien, Sammlung Alexander Haas                                      | |
| 46      |      | Bathseba im Bade                                                                 | um 1640–1645                        | 288×228 cm, Öl auf Leinwand                    | Rom, Privatbesitz                                                  | |
| 47      |      | Judith und ihre Magd                                                             | um 1640–1645                        | 235×172 cm, Öl auf Leinwand                    | Cannes, Musée de la Castre                                         | |
| 48a     |      | Bathseba im Bade                                                                 | um 1645–1650                        | 258×218 cm, Öl auf Leinwand                    | Potsdam, Neues Palais, Obere Galerie                               | |
| 48b     |      | Tarquinius und Lucretia                                                          | um 1645–1650                        | 261×226 cm, Öl auf Leinwand                    | Potsdam, Neues Palais, Obere Galerie                               | |
| 48c     |      | Judith und ihre Magd Abra mit dem Haupt des Holofernes                           | um 1645–1650                        | 272×221 cm, Öl auf Leinwand                    | Neapel, Museo di Capodimonte                                       | |
| 49      |      | Der Triumph der Galatea                                                          | um 1650                             | 152,1×205,1 cm, Öl auf Leinwand                | Washington, D.C., National Gallery of Art                          | wahrscheinlich zusammen mit Bernardo Cavallino gemalt                                                                             |
| 50      |      | Susanna und die beiden Alten                                                     | 1649                                | 205×168 cm, Öl auf Leinwand                    | Brünn, Moravská galerie                                            | |
| 51      |      | Madonna und Kind (mit Rosenkranz)                                                | 1650–1651                           | 59,5×38,5 cm, Öl auf Kupfer, auf Holz montiert | El Escorial, Museo de Pintura                                      | |
| L-52    |      | Lucretia                                                                         | um 1650                             | 133×106 cm, Öl auf Leinwand                    | Privatbesitz                                                       | 2018 im Dorotheum in Wien ausgestellt und versteigert                                                                             |
| L-53    |      | Bathseba im Bade                                                                 | um 1650–1652                        | 269×222 cm, Öl auf Leinwand                    |                                                                    | 1940 zerstört |
| L-75    |      | Johannes der Täufer                                                              |                                     |                                                |                                                                    | verloren |
| L-104   |      | Susanna und die beiden Alten                                                     | 1652                                | 200,3×225,6 cm, Öl auf Leinwand                | Privatbesitz                                                       | galt als verschollen, wurde 2013 bei einer Ausstellung der Pinacoteca Nazionale di Bologna gezeigt                                |
| ohne WB |      | Selbstbildnis als Lautenspielerin                                                | um 1615–1617                        | 65,5×50,2 cm, Öl auf Leinwand                  | Hartford, Wadsworth Atheneum                                       | eventuell nicht von Artemisia gemalt                                                                                              |
| ohne WB |      | Susanna und die Ältesten                                                         | um 1638–1640                        | 189,0×143,2 cm, Öl auf Leinwand                | Windsor, Windsor Castle, Royal Collection                          | |

## Sonstiges
- 1994 wurde der Venuskrater Gentileschi nach ihr benannt.[27]
- Seit 2008 wird in Frankreich der Prix Artémisia für Comics oder Graphic Novels verliehen. Damit wird einmal jährlich ein herausragendes Werk einer Künstlerin ausgezeichnet.
- Am 8. Juli 2020 wurde Artemisia Gentileschi von der Suchmaschine Google mit einem Doodle zu ihrem 427. Geburtstag geehrt.[28]

## Verfilmungen
- Artemisia. Regie: Agnès Merlet, Frankreich/Italien/Deutschland, 1997, mit Valentina Cervi als Artemisia.

### Fachliteratur
- Tiziana Agnati: Artemisia Gentileschi. Art Dossier/Giunti Gruppo Editoriale, Florenz, 2001 (italienisch)
- Luca Bortolotti: Lomi (Gentileschi), Artemisia. In: Dizionario Biografico degli Italiani. Volume 65 (2005), online (italienisch); Abruf am 7. November 2021.
- Keith Christiansen: Becoming Artemisia: Afterthoughts on the Gentileschi Exhibition. In: Metropolitan Museum Journal, 39, 2004, ISSN 0077-8958, S. 101–126.
- Yvonne Dudziak-Kloe: Artemisia Gentileschis – Susanna im Bade. Eine Bilduntersuchung, Bibliothek Schloß Weissenstein Pommersfelden Katalog, 2005.
- Mary D. Garrard: Artemisia Gentileschi. The Image of the Female Hero in Italian Baroque Art. Princeton University Press, Princeton NJ 1991, ISBN 0-691-04050-8.
- Mary D. Garrard: Artemisia Gentileschi Around 1622. The Shaping and Reshaping of an Artistic Identity. University of California Press, Berkeley CA u. a. 2001, ISBN 0-520-22426-4. (California Studies in the History of Art. Discovery Series 11)
- Christina Haberlik, Ira Diana Mazzoni: 50 Klassiker – Künstlerinnen, Malerinnen, Bildhauerinnen und Photographinnen. Gerstenberg, Hildesheim 2002, ISBN 978-3-8067-2532-2, S. 23–29.
- Nadja Henle: Das emanzipierte Selbstporträt. Musik und Erotik in den Werken Artemisia Gentileschis. VDM Verlag, Saarbrücken 2009, ISBN 978-3-639-12279-4.
- Debra N. Mancoff: Frauen, die die Kunst veränderten. Prestel, München 2012, ISBN 978-3-7913-4732-5, S. 8–10, 107–109.
- Judith W. Mann (Hrsg.): Artemisia Gentileschi. Taking stock. Brepols, Turnhout 2005, ISBN 2-503-51507-X.
- Susanna Partsch: Gentileschi, Artemisia. In: Allgemeines Künstlerlexikon. Die Bildenden Künstler aller Zeiten und Völker (AKL). Band 51, Saur, München u. a. 2006, ISBN 3-598-22791-4, S. 402–406.
- Susanna Stolzenwald: Artemisia Gentileschi. Bindung und Befreiung in Leben und Werk einer Malerin. Belser, Stuttgart u. a. 1991, ISBN 3-7630-2073-X.
- Gentileschi, Artemisia. In: Ulrich Thieme (Hrsg.): Allgemeines Lexikon der Bildenden Künstler von der Antike bis zur Gegenwart. Begründet von Ulrich Thieme und Felix Becker. Band 13: Gaab–Gibus. E. A. Seemann, Leipzig 1920, S. 408 (Textarchiv – Internet Archive).
- Christa Wachenfeld (Hrsg.): Die Vergewaltigung der Artemisia. Der Prozess. Mit einem Essay von Roland Barthes. Übers. der lateinisch/italienischen Quellen Gertraude Grassi. Kore, Freiburg (Breisgau) 1992, ISBN 3-926023-34-1.
- Raymond Ward Bissell: Artemisia Gentileschi and the Authority of Art. Critical Reading and Catalogue Raisonne. Pennsylvania State University Press, 1999, ISBN 0-271-01787-2.
- Christiane Weidemann, Petra Larass, Melanie Klier: 50 Künstlerinnen, die man kennen sollte. Prestel, München 2008, ISBN 978-3-7913-3957-3, S. 22–25.
- Dagmar Lutz: Artemisia Gentileschi, Leben und Werk, Belser Gesellschaft für Verlagsgeschäfte GmbH & Co.KG, Stuttgart 2011, ISBN 978-3-7630-2586-2
- Susanna Partsch: Artemisia Gentileschi, kämpferische Barockmalerin, kompromisslose Geschäftsfrau, Künstlerin zwischen Florenz und Rom. Molden, Wien 2023, ISBN 978-3-222-15080-7.

### Zeitungsartikel
- Hanno Rauterberg: Sie war die Kunst, die Kunst war sie. In: Die Zeit, Nr. 41/2020, S. 49.
- Christine Tauber: Judith, mach deinen Abschnitt. Racheakt des Opfers? Rationale Tat der Heldin – und der Malerin: Das vermeintliche Trauma der Artemisia Gentileschi als Exempel feministischer Fehldeutung. In: Frankfurter Allgemeine Zeitung, Geisteswissenschaften, 23. August 2017, S. N3.

### Romane
- Lena Dietrich: Die Malerin der Frauen. Piper, München 2024. ISBN 978-3-492-06509-2. (Roman)
- Kim Godal: Die Getriebenen. Band 1–2. Spatz, Ludwigshafen 2025. ISBN 1-355-01779-3. (Roman)
- Gabriela Jaskulla: Artemisia Gentileschi und Der Zorn der Frauen. Insel Verlag, Berlin 2024. ISBN 978-3-458-68349-0. (Romanbiografie)
- Alexandra Lapierre: Artemisia G. Diana-Verlag, München u. a. 1998, ISBN 3-8284-0022-1. (Roman)
- Susan Vreeland: The Passion of Artemisia. Viking, New York NY 2002, ISBN 0-670-89449-4. (Roman)
  - deutsch: Die Malerin. Diana-Verlag, München u. a. 2002, ISBN 3-8284-0063-9. (Roman)